# Ek' Balam
Ek' Balam est un site archéologique maya situé au Yucatán au Mexique, à 30 km au nord de la ville de Valladolid et à 2 kilomètres d'un village maya du même nom. En yucatèque, Ek' Balam signifie « Jaguar noir ».
Les fouilles sur le site n'ont commencé qu'en 1994 et sont encore en cours. Elles sont menées par Leticia Vargas de la Peña et Victor R. Castillo Borges de l'Institut National d'Anthropologie et d'Histoire (INAH).

## Architecture du site

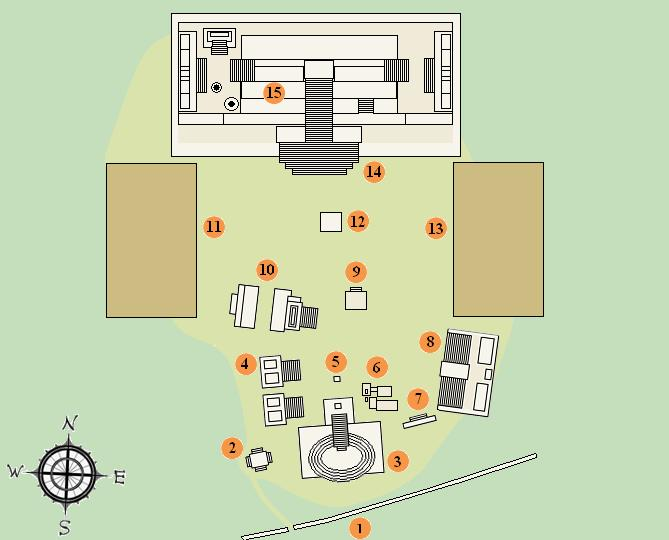
Plan du site archéologique.

L'accès au site se fait par un sacbe. À l'entrée se trouve une arche reconstituée, El Arco Maya, qui est orientée selon les quatre points cardinaux (n° 2 sur le plan ci-contre).
Environ 45 structures ont été dégagées, parmi lesquelles :
- Au nord, le plus grand bâtiment du site, la structure 1, appelée « Acropole » (en raison de sa complexité) ou encore « La Torre » (la tour). Il est divisé en plusieurs petites pièces reliées par d'innombrables escaliers et contient la tombe d'un souverain appelé Ukit Kan Le'k Tok' (n° 15). C'est sur les murs de ce bâtiment que furent découverts le glyphe et la fameuse frise (voir ci-dessous dans l'histoire du site). Haut de 31 mètres, long de 160 mètres et large de 70 mètres, c'est une des plus imposantes constructions du Yucatán ; certains disent que la vue de son sommet porte tellement loin sur la forêt qu'il serait possible d'apercevoir les pyramides de Cobá et de Chichén Itzá.
- Un bâtiment appelé « Palais ovale » (n° 3).
- Un jeu de balle (n° 10).
- La plate-forme des stèles (n° 6).
- Les pyramides jumelles (n° 4).

## Histoire du site
L'histoire de ce site n'est pas certaine, mais il est estimé qu'elle débute vers 300 av. J.-C., et qu'elle s'étend jusqu'à l'arrivée des conquistadors. Ce site fut une ville importante à l'époque préhispanique, l'ensemble s'étendait sur 12 km2, et était délimité par trois grandes murailles (à but défensif, mais contrôlant aussi l'accès aux étrangers) percées de cinq entrées d'où partaient des routes, les sacbeob, orientées exactement selon les quatre points cardinaux. 

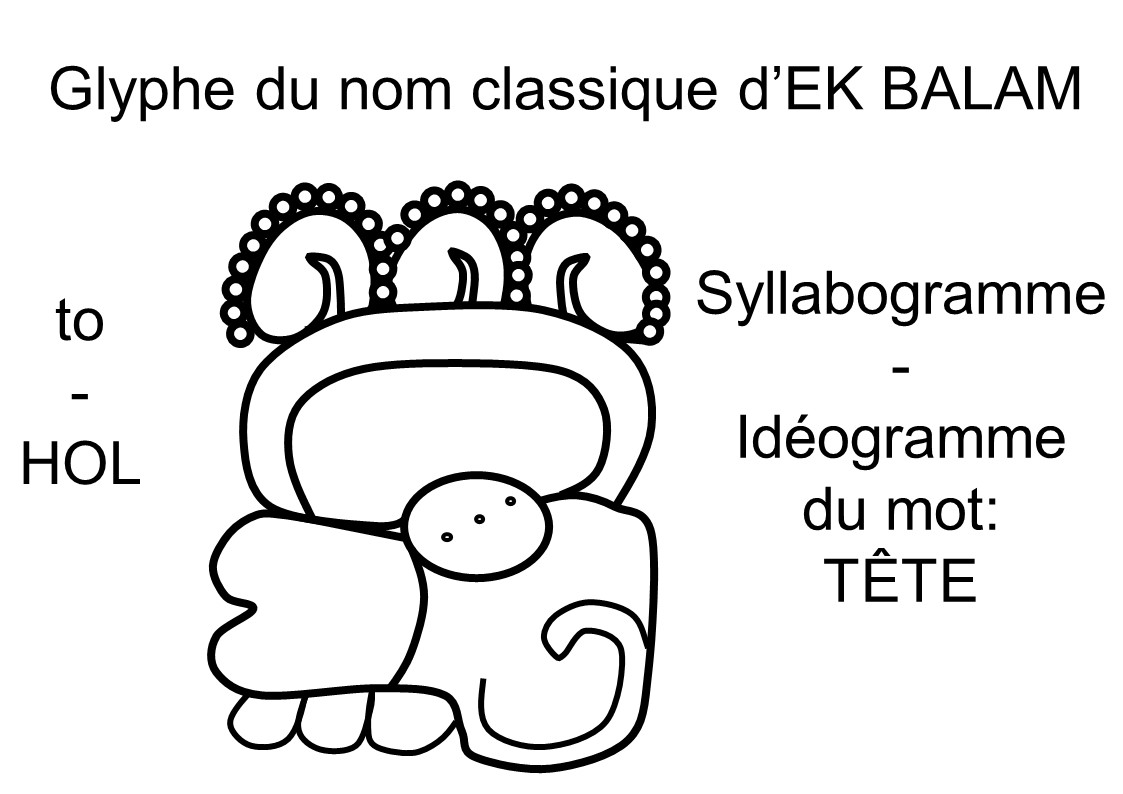

Lorsque les archéologues découvrent le site, ce n'est alors qu'un amas de terre dans lequel ils découvrent ce qui leur parait être des pierres mayas. Et après avoir nettoyé l'endroit, ils découvrent un immense bâtiment de 31 mètres de haut. Celui-ci aurait été entièrement recouvert de terre par les habitants de la cité eux-mêmes, alors qu'un autre groupe maya était sur le point d'envahir la cité. L'Acropole est, de ce fait, incroyablement bien conservée, notamment le mur d'une chambre découvrant une frise en stuc peint originellement en bleu et en rouge, permettant d'étudier de façon plus que certaine l'art maya.

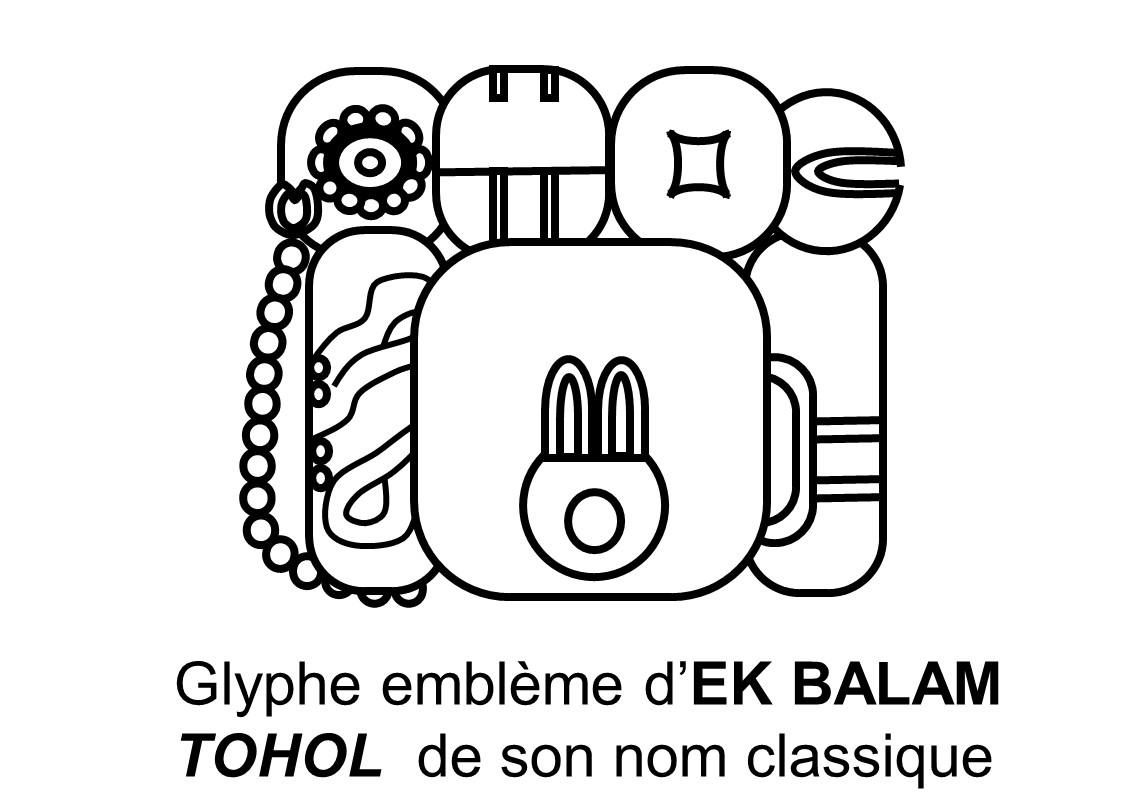

La cité était apparemment un grand centre religieux, politique, et économique. En 1998 est découvert le glyphe-emblème de la cité, qui, selon les épigraphistes, se lirait « Tohol ». Ce glyphe marque l'importance de la ville, et son caractère royal. C'est la première fois qu'un emblème est retrouvé dans la péninsule du Yucatán.

## Liste des souverains connus de Ek' Balam
Liste des souverains connus de Ek' Balam

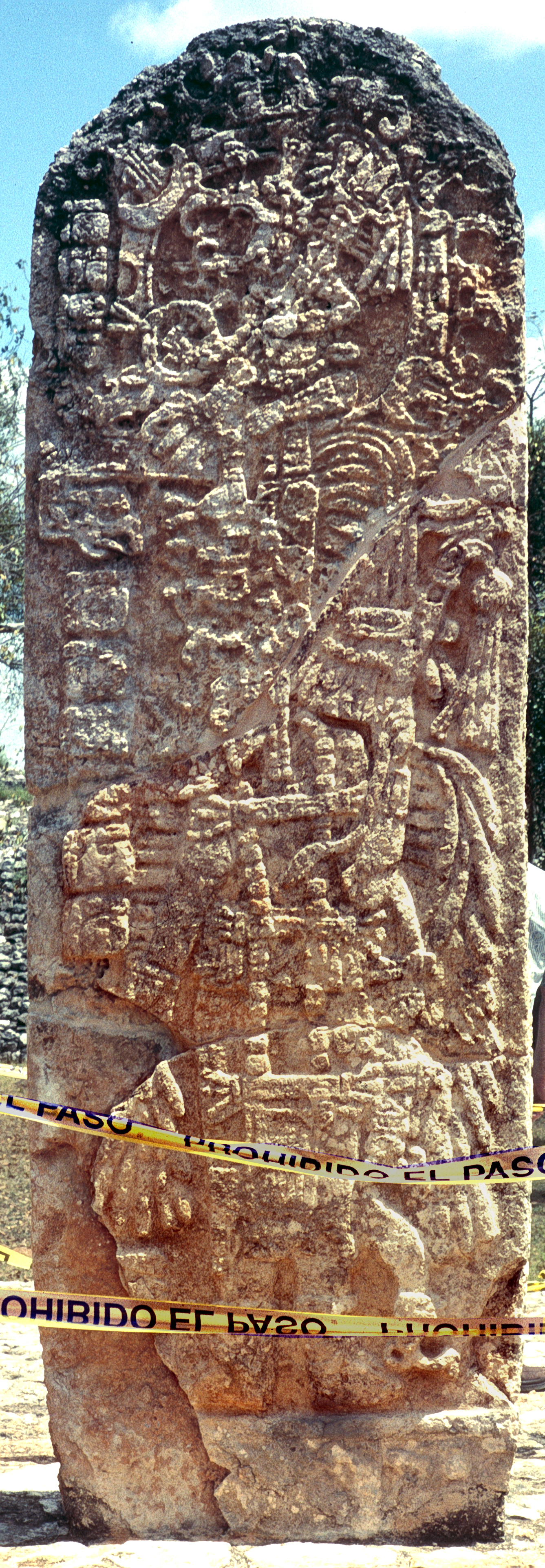
Stèle 1: au-dessus du personnage principal, qui pourrait être K'inich Junpik Tok', figure son ancêtre Ukit Kan Le'k Tok'

- Ukit Kan Le'k Tok' 770 - vers 802
- K'an B'ohb' Tok' vers 814
- Ukit Jol Ahkul vers 830
- K'inich Junpik Tok' vers 870 (?)

## Photos

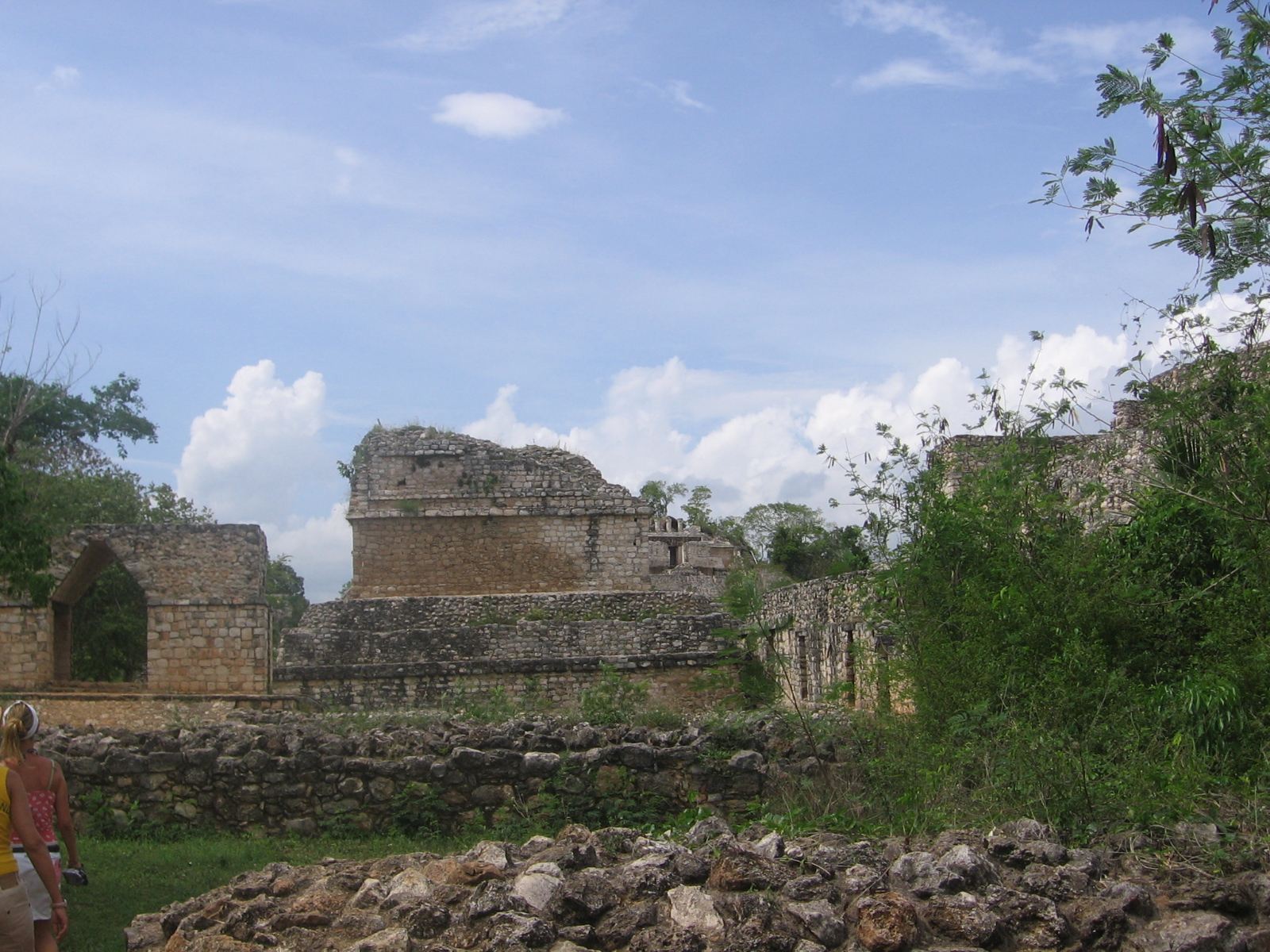
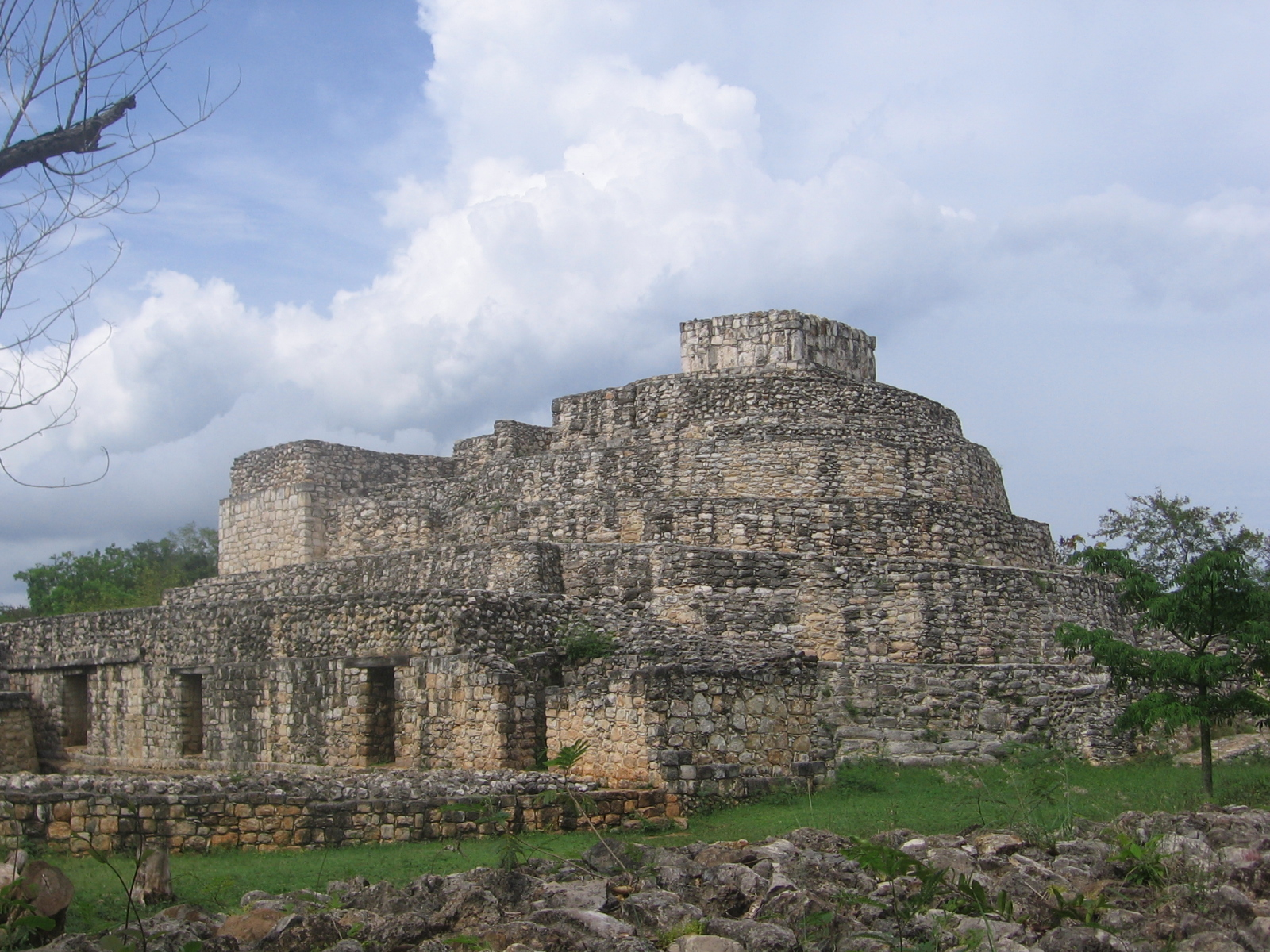
Palais Ovale
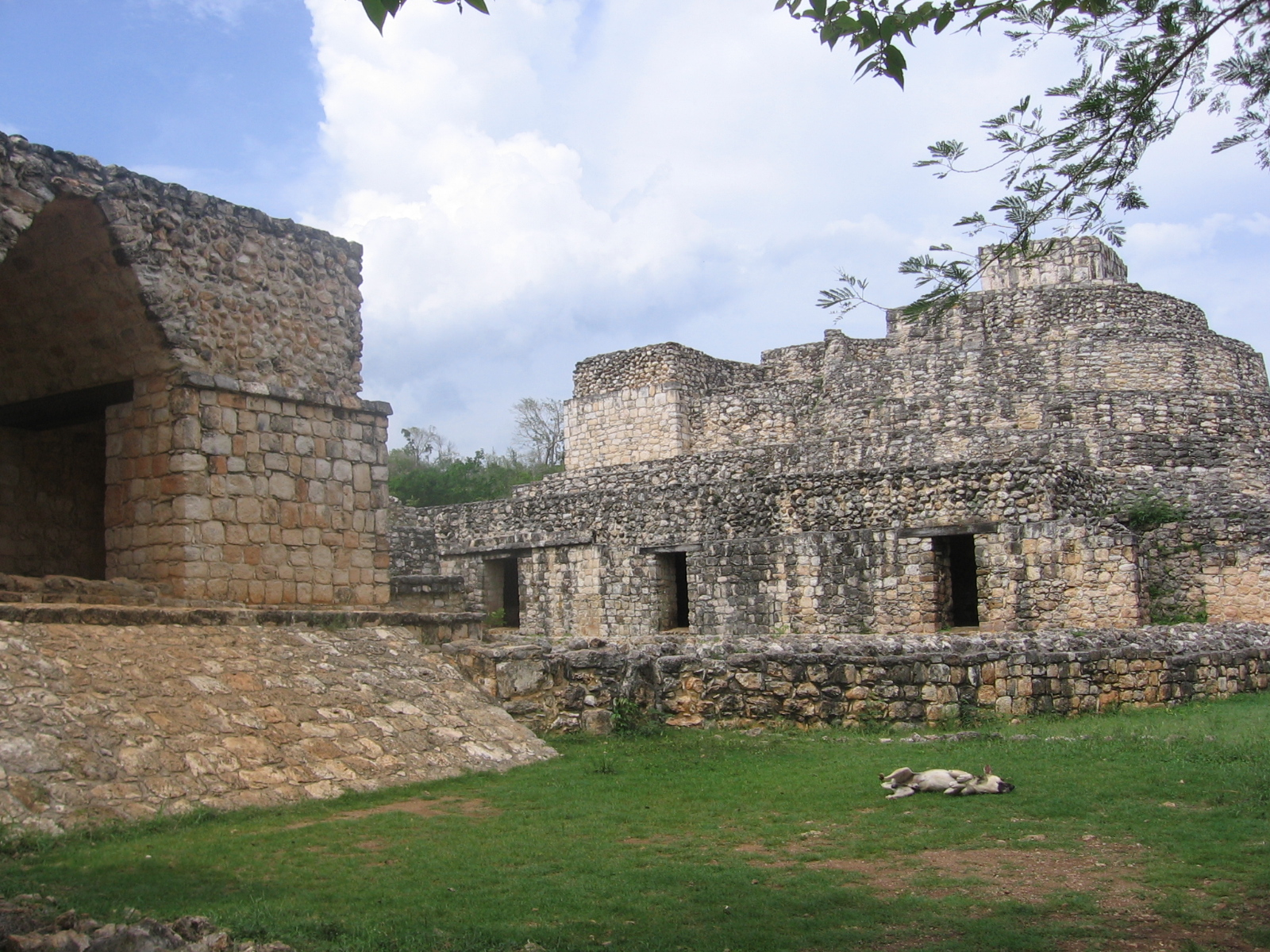
Arche (reconstruite) à l'entrée du site
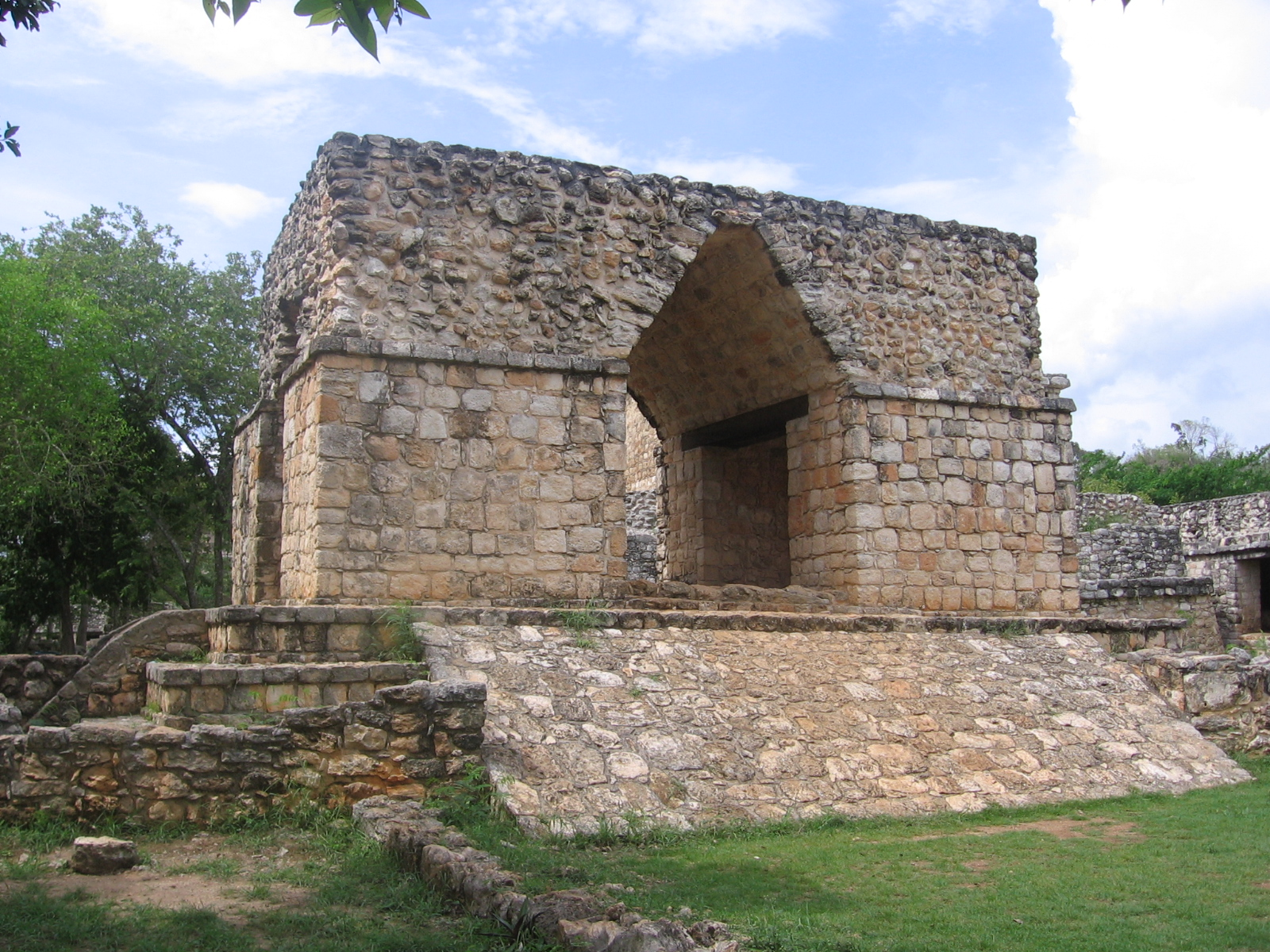
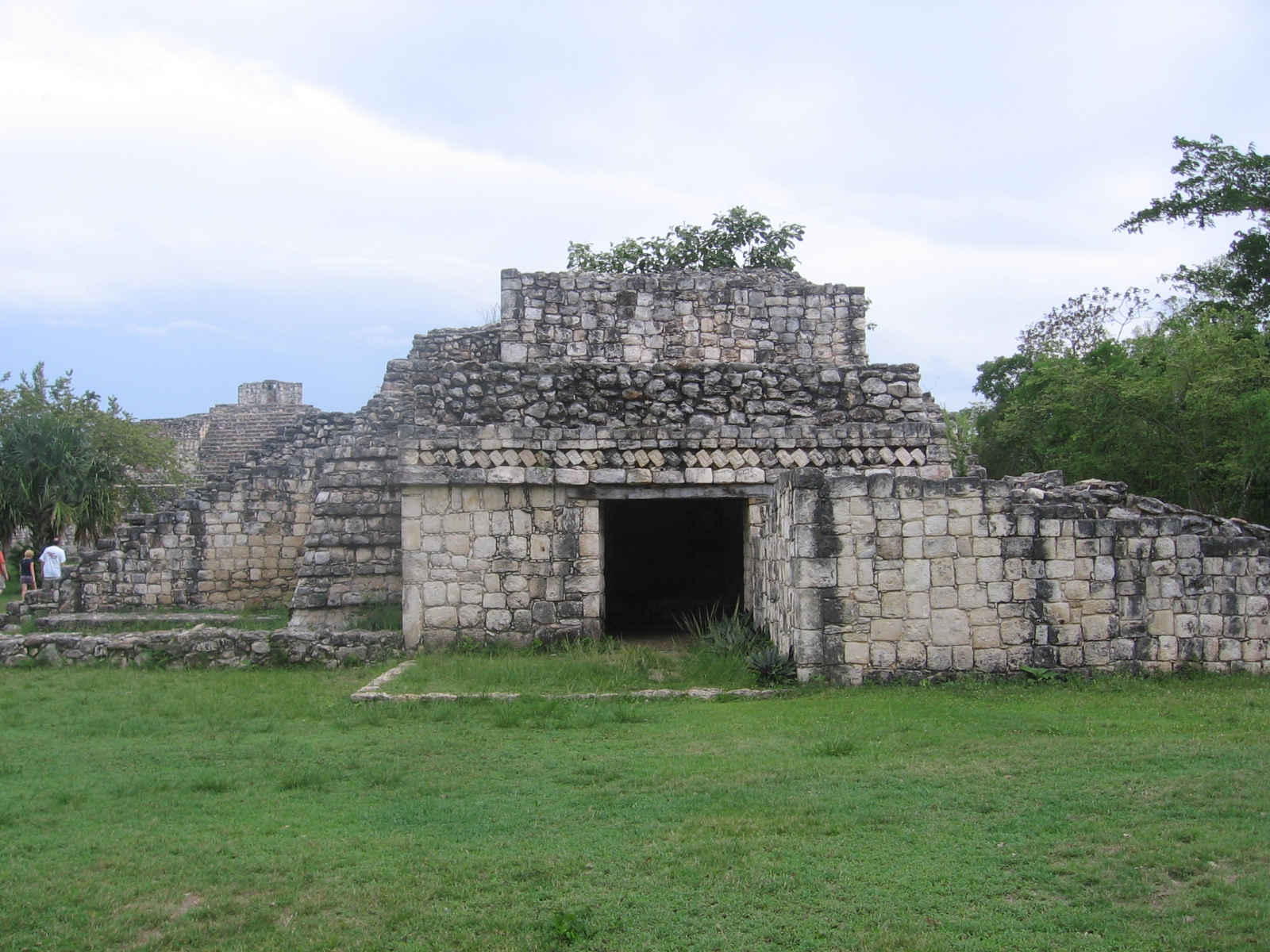
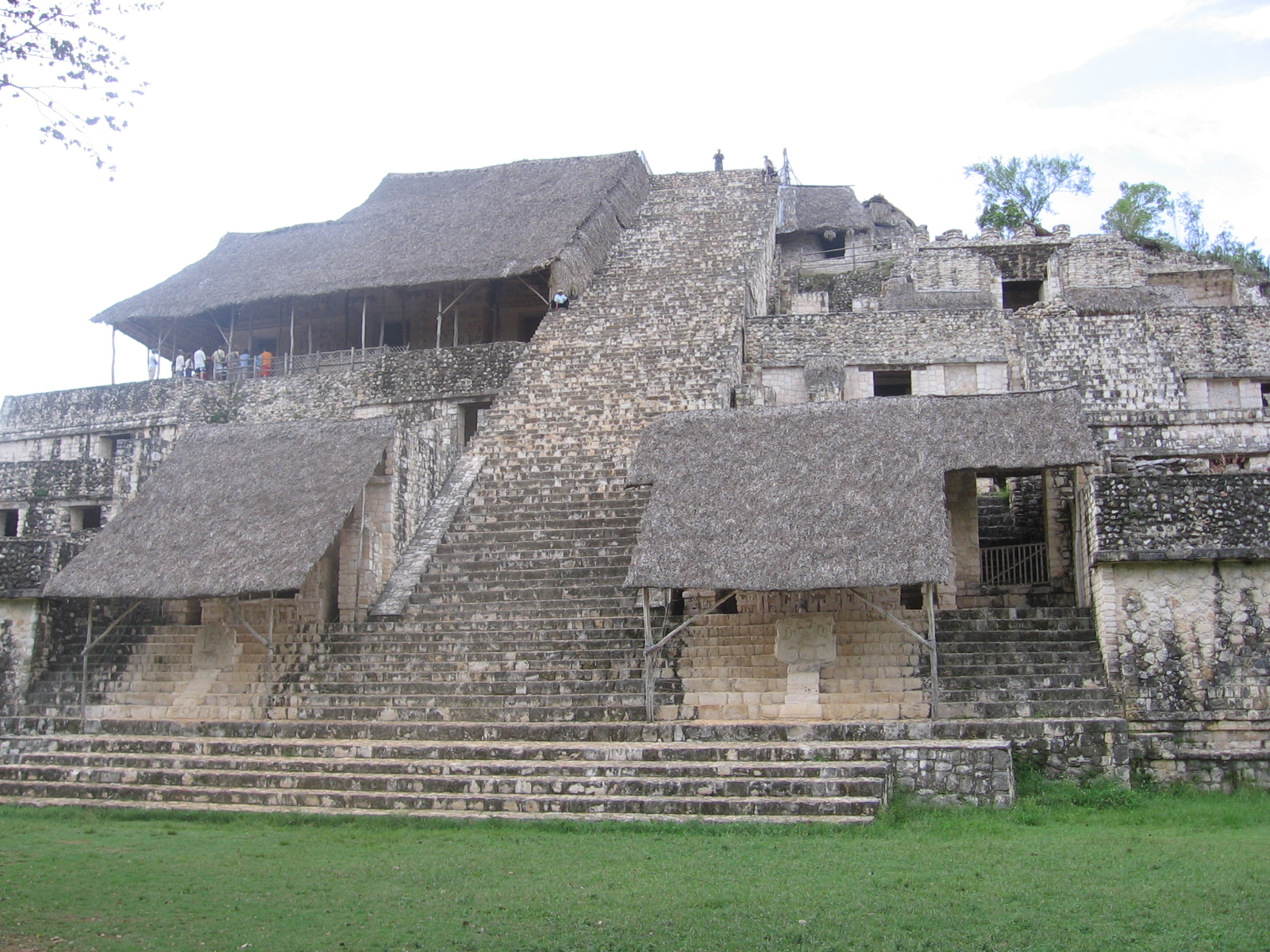
Structure appelée «La Torre»
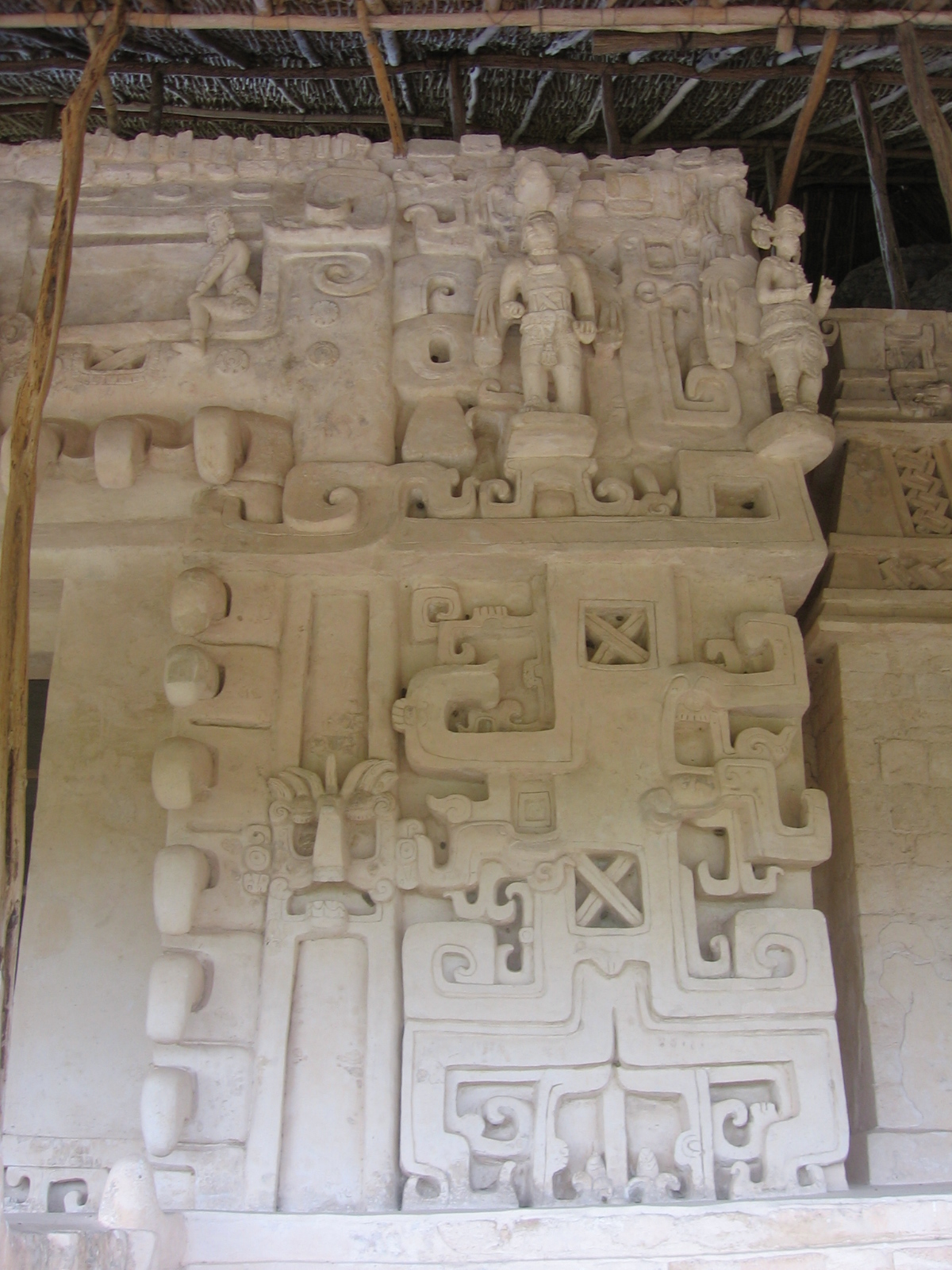
Frise en stuc de l'Acropole
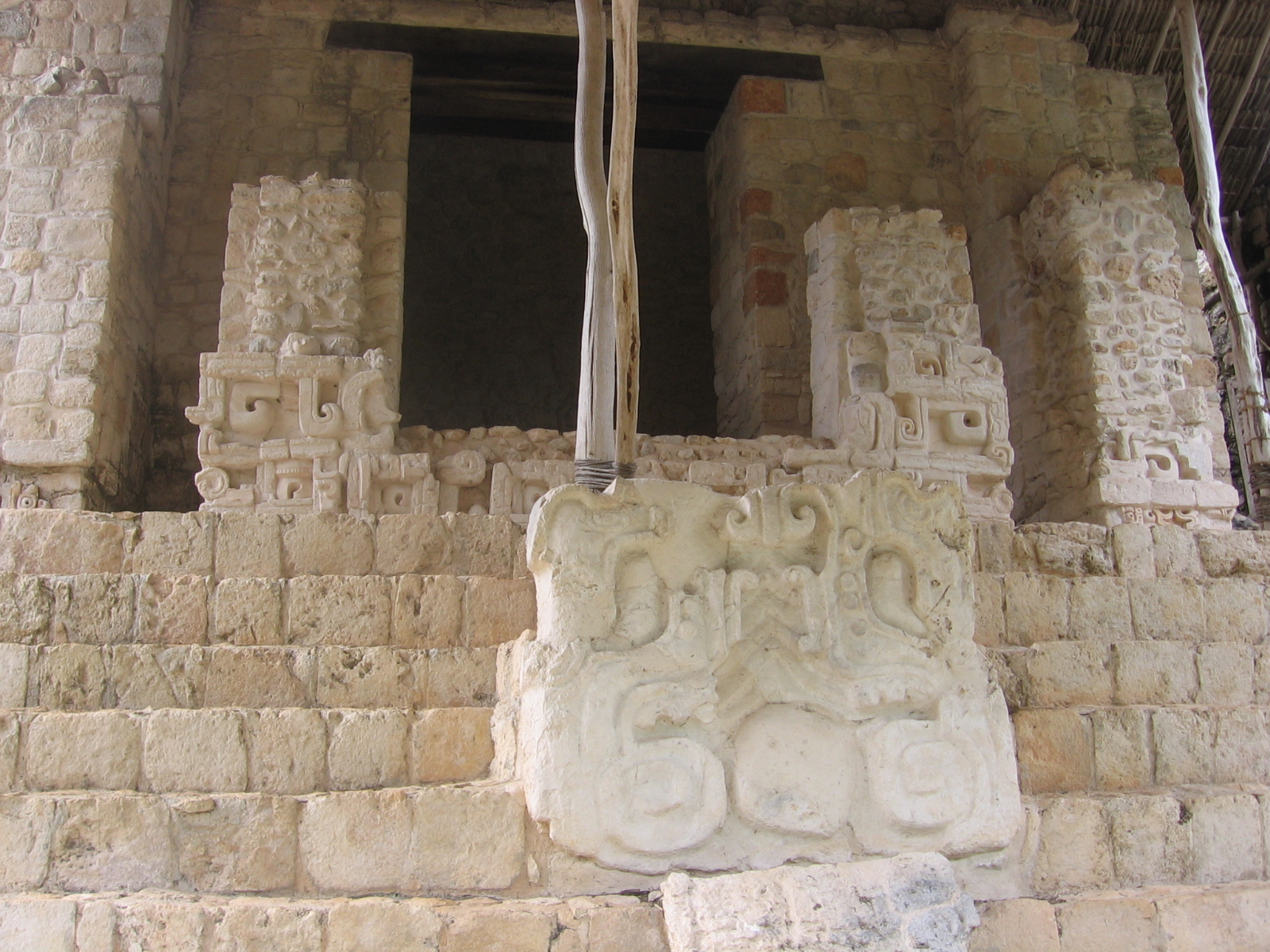
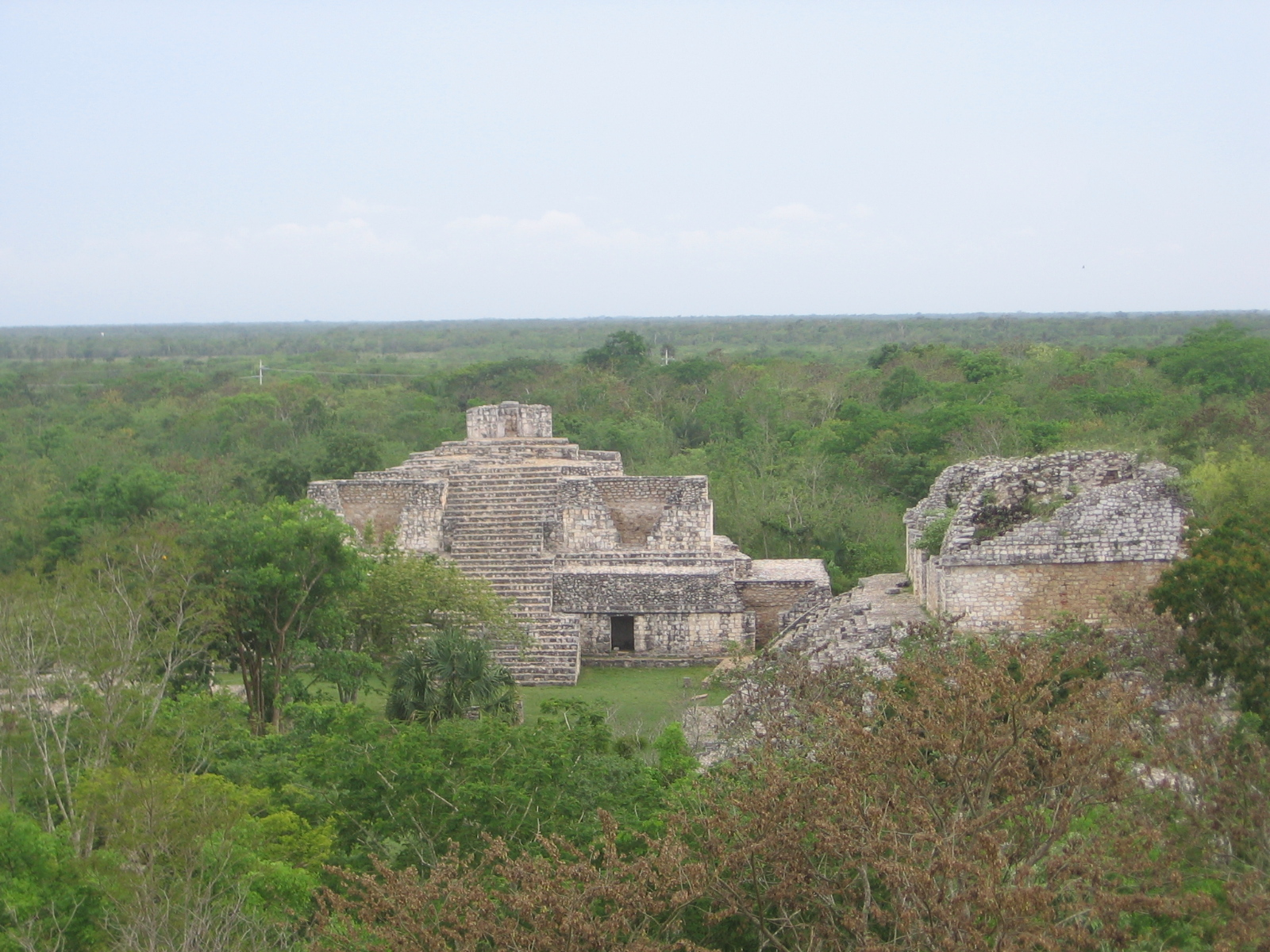
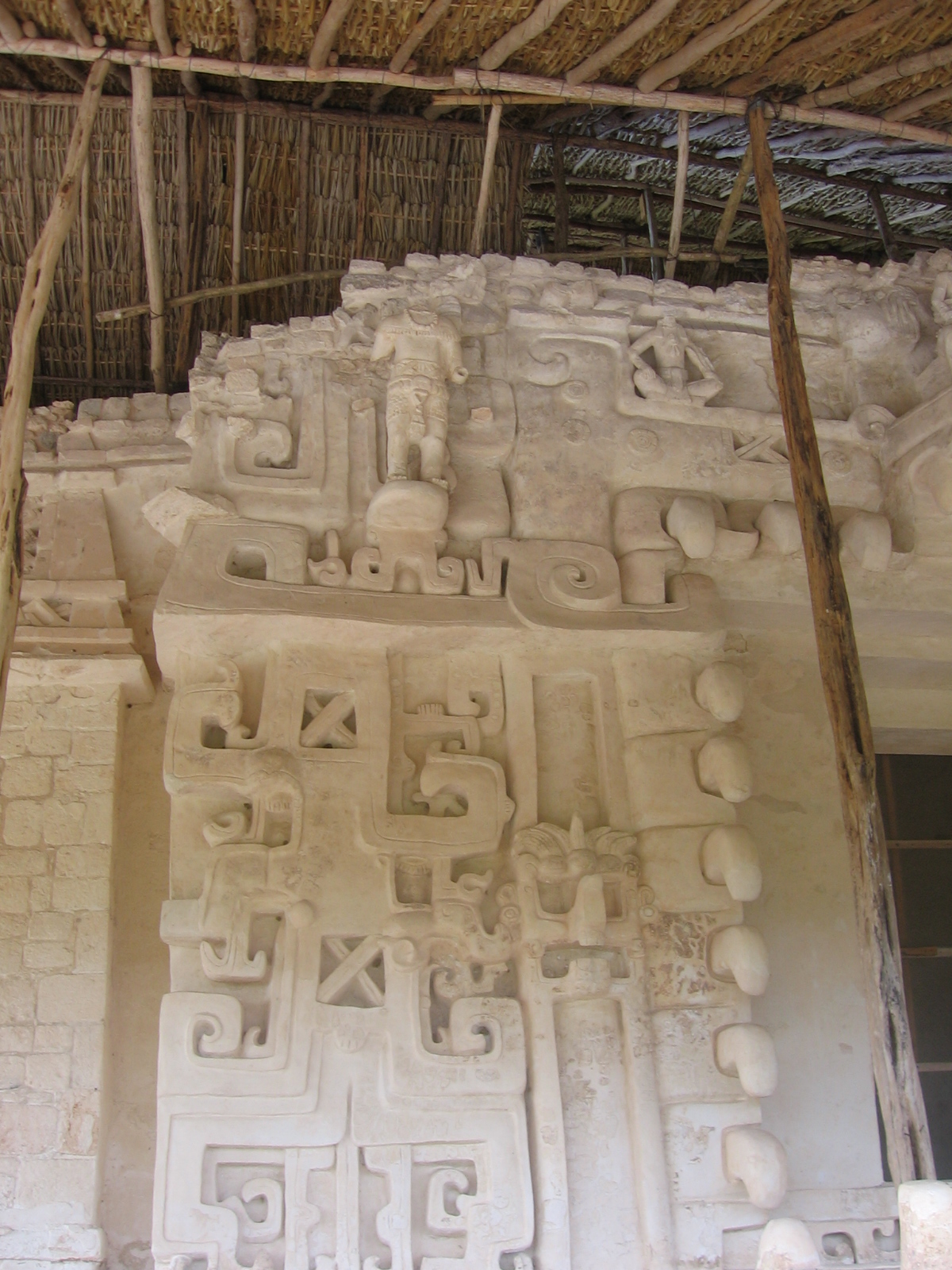
Frise en stuc de l'Acropole
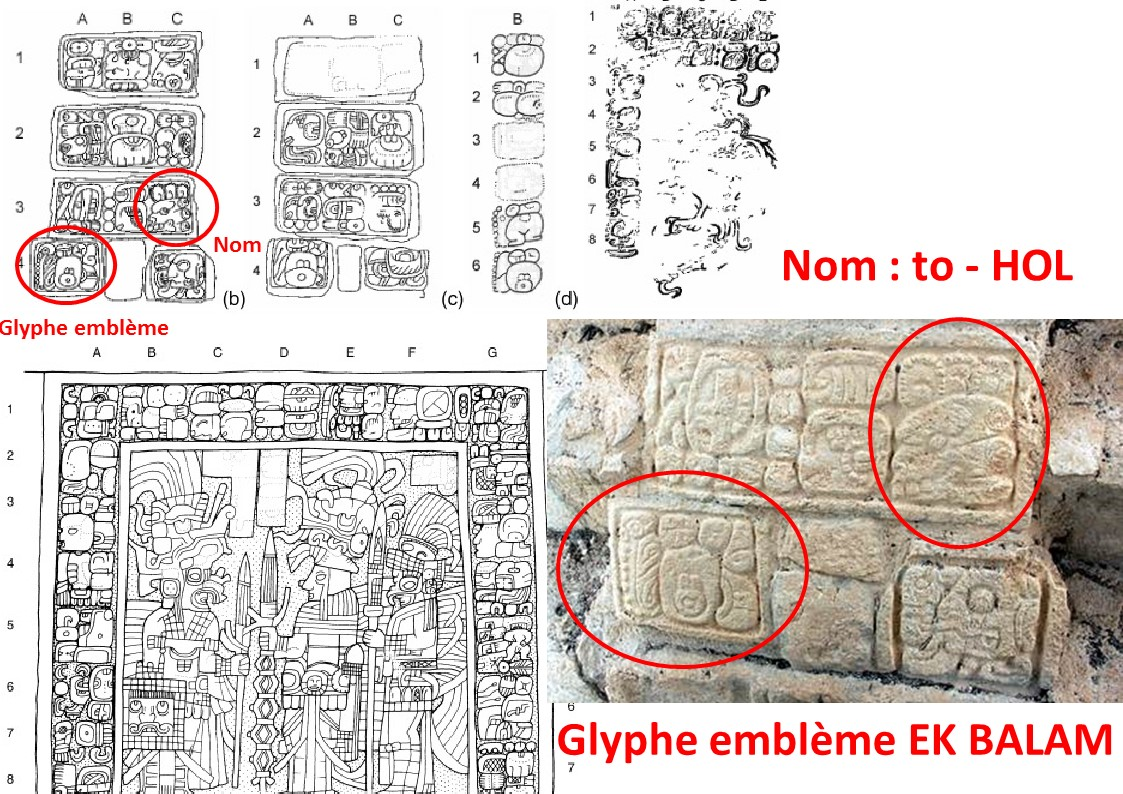